# All Saints (álbum)
All Saints é o álbum de estreia do girl group britânico All Saints. Foi lançado em 24 de novembro de 1997 pela London Records. O quarteto trabalhou com vários produtores no disco; entre eles Cameron McVey, John Benson, Johnny Douglas, Karl "K-Gee" Gordon, Magnus Fiennes, Nellee Hooper, Karen Gibbs e Neville Henry. Musicalmente, o álbum é inspirado em música eletrônica, hip hop, R&B, swing, synthpop, trip hop e garagem britânica.
Após o seu lançamento, All Saints recebeu críticas mistas de críticos especializados em música, muitos deles elogiaram a escolha dos singles e a direção musical adotada pelo grupo. O álbum gerou três singles número um no Reino Unido: "Never Ever", o lado A duplo "Under the Bridge"/"Lady Marmalade", e "Bootie Call", assim como as "War of Nerves" (#4) e "I Know Where It's At" (#7).

## Recepção da crítica
All Saints recebeu críticas mistas dos críticos de música. Muitos deles elogiaram a escolha dos singles e a direção musical adotada pelo grupo, enquanto alguns não gostaram da direção das músicas e sentiram que não tinham personalidade. Nick Butler, do Sputnikmusic, deu-lhe uma revisão mista, concedendo-lhe duas estrelas e meia de cinco. Ele sentiu que a direção musical e som "não combinaram bem", mas elogiou a criatividade do grupo, que soava mais agradável do que suas rivais Spice Girls. O profissional afirmou que elas eram "consideradas a alternativa credível para as Spice Girls." Ainda comparando as All Saints com o grupo supracitado, ele afirmou: "Eu ainda gosto muito dos singles quando os ouço [...] mas se alguma vez houve alguma guerra entre os dois grupos, todos os os dois perderam".
Stephen Thomas Erlewine, do banco de dados AllMusic, não classificou o álbum, mas deu-lhe uma revisão mista também. O editor também as comparou com as Spice Girls, dizendo que faltava "personalidade" as All Saints, mas elogiou sua direção músical, dizendo: "Todas as quatro integrantes têm vozes melhores do que as Spices, e todas elas têm um verso escrito em pelo menos uma das músicas de seu álbum de estréia [...] mais importante ainda, elas e seus produtores têm o melhor senso em tendências de dança contemporânea, hip-hop e de ritmos de boates, com notáveis influencias ao longo do disco". Ele destacou "Never Ever", "I Know Where It's At" e "Lady Marmalade" como as melhores faixas de seu alinhamento.

## Performance comercial
No Reino Unido, o álbum estreou no número doze durante a semana que começou em 6 de dezembro de 1997, antes de progredir para o seu pico, o número dois, em 17 de janeiro de 1998, onde permaneceu por três semanas consecutivas. Constou por 66 semanas na parada. Até abril de 2016, o álbum já tinha vendido 1.469.771 cópias, no país.
Chegou ao top dez da Suíça, Austrália, Nova Zelândia, Holanda e Canadá. Foi certificado como platina nos Estados Unidos, pelas vendas de mais de 1 milhão de unidades.

## Faixas
| All Saints – Edição do Reino Unido |                                       |                                                              |                                                     |         |  |
| N.º                                | Título                                | Compositor(es)                                               | Produtor(es)                                        | Duração |  |
| 1.                                 | "Never Ever"                          | Shaznay Lewis ⋅ Sean Mather ⋅ Robert Jazayeri                | Cameron McVey ⋅ Magnus Fiennes                      | 6:27    |  |
| 2.                                 | "Bootie Call"                         | Lewis ⋅ Karl (K-Gee) Gordon                                  | Gordon                                              | 3:36    |  |
| 3.                                 | "I Know Where It's At"                | Lewis ⋅ Gordon ⋅ Walter Becker ⋅ Donald Fagen ⋅ Paul Griffin | McVey ⋅ Fiennes ⋅ Gordon                            | 5:08    |  |
| 4.                                 | "Under the Bridge"                    | Flea ⋅ John Frusciante ⋅ Anthony Kiedis ⋅ Chad Smith         | Gordon ⋅ Nellee Hooper                              | 5:00    |  |
| 5.                                 | "Heaven"                              | All Saints ⋅ McVey ⋅ Fiennes                                 | McVey ⋅ Fiennes                                     | 4:48    |  |
| 6.                                 | "Alone"                               | Lewis ⋅ Gordon                                               | Gordon                                              | 3:35    |  |
| 7.                                 | "If You Wanna Party (I Found Lovin')" | Lewis ⋅ Gordon ⋅ Johnny Flippin ⋅ Michael Walker             | Johnny Douglas                                      | 4:13    |  |
| 8.                                 | "Trapped"                             | Melanie Blatt ⋅ Karen Gibbs                                  | John Benson ⋅ Neville Henry                         | 4:58    |  |
| 9.                                 | "Beg"                                 | Lewis ⋅ Benson ⋅ Douglas                                     | Benson ⋅ Douglas                                    | 4:00    |  |
| 10.                                | "Lady Marmalade"                      | Bob Crewe ⋅ Kenny Nolan                                      | Benson ⋅ Douglas ⋅ Gibbs ⋅ Henry                    | 4:02    |  |
| 11.                                | "Take the Key"                        | Lewis ⋅ Gordon ⋅ Kirk Robinson ⋅ Nat Robinson                | Gordon                                              | 4:12    |  |
| 12.                                | "War of Nerves"                       | Natalie Appleton ⋅ Nicole Appleton ⋅ McVey ⋅ Fiennes ⋅ Lewis | McVey ⋅ Fiennes                                     | 5:10    |  |
| 13.                                | "Never Ever" (All Star Mix)           | Lewis ⋅ Mather ⋅ Jazayeri                                    | McVey ⋅ Fiennes ⋅ Allen (All Star) Gordon (remixer) | 4:38    |  |
| Duração total:                     | Duração total:                        | Duração total:                                               | Duração total:                                      | 60:45   |  |

| All Saints – Edição dos EUA |                                       |                                               |                                         |         |  |
| N.º                         | Título                                | Compositor(es)                                | Produtor(es)                            | Duração |  |
| 1.                          | "Never Ever"                          | Lewis ⋅ Mather ⋅ Jazayeri                     | McVey ⋅ Fiennes                         | 6:25    |  |
| 2.                          | "Bootie Call"                         | Lewis ⋅ Gordon                                | Gordon                                  | 3:36    |  |
| 3.                          | "I Know Where It's At" (original mix) | Lewis ⋅ Gordon ⋅ Becker ⋅ Fagen ⋅ Griffin     | McVey ⋅ Fiennes ⋅ Gordon                | 5:14    |  |
| 4.                          | "Under the Bridge"                    | Flea ⋅ Frusciante ⋅ Kiedis ⋅ Smith            | Gordon ⋅ Hooper                         | 4:59    |  |
| 5.                          | "Heaven"                              | All Saints ⋅ McVey ⋅ Fiennes                  | McVey ⋅ Fiennes                         | 4:55    |  |
| 6.                          | "Alone"                               | Lewis ⋅ Gordon                                | Gordon                                  | 3:31    |  |
| 7.                          | "Let's Get Started"                   | Lewis ⋅ Gordon ⋅ Flippin ⋅ Walker             | Douglas                                 | 4:20    |  |
| 8.                          | "Trapped"                             | Blatt ⋅ Gibbs                                 | Benson ⋅ Henry                          | 4:41    |  |
| 9.                          | "Beg"                                 | Lewis ⋅ Benson ⋅ Douglas                      | Benson ⋅ Douglas                        | 4:00    |  |
| 10.                         | "Lady Marmalade" ('98 mix)            | Crewe ⋅ Nolan                                 | Benson ⋅ Douglas ⋅ Gibbs ⋅ Henry        | 4:16    |  |
| 11.                         | "Take the Key"                        | Lewis ⋅ Gordon ⋅ Robinson ⋅ Robinson          | Gordon                                  | 4:14    |  |
| 12.                         | "War of Nerves"                       | Appleton ⋅ Appleton ⋅ McVey ⋅ Fiennes ⋅ Lewis | McVey ⋅ Fiennes                         | 5:23    |  |
| 13.                         | "Never Ever" (Nice Hat Mix)           | Lewis ⋅ Mather ⋅ Jazayeri                     | McVey ⋅ Fiennes ⋅ K-Gee Gordon (remixe) | 5:12    |  |

| Edição japonesa |                                                                               |                |              |         |  |
| N.º             | Título                                                                        | Compositor(es) | Produtor(es) | Duração |  |
| 1.              | "I Know Where It's At"                                                        |                |              | 5:02    |  |
| 2.              | "Bootie Call"                                                                 |                |              | 3:59    |  |
| 3.              | "Never Ever" (Edição de rádio)                                                |                |              | 5:13    |  |
| 4.              | "Beg"                                                                         |                |              | 4:00    |  |
| 5.              | "Under the Bridge" (Mixagem original, diferente da versão single/RU do álbum) |                |              | 5:34    |  |
| 6.              | "Gotta Get Busy" ("Get Bizzy", "Under the Bridge" B-side)                     | Lewis ⋅ Gordon | Gordon       | 3:35    |  |
| 7.              | "Heaven"                                                                      |                |              | 4:42    |  |
| 8.              | "No More Lies" ("Under the Bridge" B-side)                                    | Lewis ⋅ Gordon | Gordon       | 4:14    |  |
| 9.              | "I Remember" ("Never Ever" B-side)                                            | Lewis ⋅ Gordon | Gordon       | 4:06    |  |
| 10.             | "Let's Get Started"                                                           |                |              | 4:22    |  |
| 11.             | "Trapped"                                                                     |                |              | 4:30    |  |
| 12.             | "Take the Key"                                                                |                |              | 4:12    |  |

## Desempenho nas tabelas musicais
| Chart (1998)                        | Maior posição |
| ----------------------------------- | ------------- |
| Alemanha (Media Control)            | 12            |
| Austrália (ARIA)                    | 4             |
| Áustria (Ö3)                        | 15            |
| Bélgica (Ultratop Flanders)         | 5             |
| Bélgica (Ultratop Wallonia)         | 9             |
| Canadá (Billboard)                  | 10            |
| Escócia (OCC)                       | 2             |
| Espanha (PROMUSICAE)                | 20            |
| EUA (Billboard 200)                 | 40            |
| Finlândia (Suomen virallinen lista) | 24            |
| França (SNEP)                       | 19            |
| Hungria (MAHASZ)                    | 22            |
| Irlanda (IRMA)                      | 3             |
| Islândia (Tonlist)                  | 1             |
| Itália (FIMI)                       | 9             |
| Japão (Oricon)                      | 65            |
| Malásia (IFPI)                      | 9             |
| Noruega (VG-lista)                  | 12            |
| Nova Zelândia (RIANZ)               | 2             |
| Países Baixos (Hitlisten)           | 7             |
| Países Baixos (MegaCharts)          | 10            |
| Reino Unido (OCC)                   | 2             |
| Suécia (Sverigetopplistan)          | 13            |
| Suíça (Hitparade)                   | 3             |
| Taiwan (IFPI)                       | 9             |

| Chart (1998)                   | Posição |
| ------------------------------ | ------- |
| Alemanha (German Albums Chart) | 83      |

## Vendas e certificações
| Região                                                                                             | Certificação | Vendas     |
| -------------------------------------------------------------------------------------------------- | ------------ | ---------- |
| Austrália (ARIA)                                                                                   | 2× Platina   | 140,000^   |
| Bélgica (BEA)                                                                                      | Ouro         | 25,000*    |
| Canadá (Music Canada)                                                                              | 3× Platina   | 300,000^   |
| Espanha (PROMUSICAE)                                                                               | Platina      | 100,000^   |
| Estados Unidos (RIAA)                                                                              | Platina      | 1,200,000  |
| França (SNEP)                                                                                      | Ouro         | 200,000*   |
| Hong Kong (IFPI Hong Kong Group)                                                                   | Ouro         | 10,000*    |
| Nova Zelândia (RMNZ)                                                                               | Ouro         | 10,000^    |
| Países Baixos (NVPI)                                                                               | Ouro         | 50,000^    |
| Polônia (ZPAV)                                                                                     | Ouro         | 50,000*    |
| Reino Unido (BPI)                                                                                  | 5× Platina   | 1,469,771  |
| Suíça (IFPI Suíça)                                                                                 | Platina      | 50,000^    |
| Taiwan (RIT)                                                                                       | Ouro         | 25,000     |
| Resumo                                                                                             |              |            |
| Europa (IFPI)                                                                                      | 2× Platina   | 2,000,000* |
| *números de vendas baseados somente na certificação ^distribuições baseadas apenas na certificação |              |            |